# ماليزيا للغاز الطبيعي المسال
ماليزيا للغاز الطبيعي المسال (MLNG) هي شركة لتصنيع الغاز الطبيعي المسال في ماليزيا . في عام 2007 ، كان أكبر مجمع لتصنيع الغاز الطبيعي المسال. [بحاجة لمصدر]

## ملكية
شركة ماليزيا للغاز الطبيعي المسال هي شركة تابعة لشركة النفط والغاز الوطنية الماليزية بتروناس ، والتي تمثل أغلبية المساهمين في جميع مشاريع الغاز الطبيعي المسال الثلاثة (أم أل أن جي ساتو وأم أل أن جي دوا وأم أل أن جي تيجا). إلى جانب بتروناس ، تمتلك رويال داتش شل وميتسوبيشي وجيه أكس نيبون أويل وحكومة ساراواك حصة أقلية.
فيما يلي التفاصيل الكاملة لهيكل الملكية لجميع مشاريع الغاز الطبيعي المسال في ماليزيا:
أم أل أن جي ساتو - بتروناس 90 في المئة، ميتسوبيشي 5 في المئة وحكومة ولاية ساراواك 5 في المئة
أم أل أن جي دوا - بتروناس 60 في المئة، ميتسوبيشي 15 في المئة، شل 15 في المئة وحكومة ولاية ساراواك 10 في المئة
أم أل أن جي تيجا - بتروناس 60 بالمائة، شل 15 بالمائة، نيبون أويل 10 بالمائة، حكومة ولاية ساراواك 10 بالمائة و ميتسوبيشي (دياموند جاز) 5 بالمائة
أل أن جي بتروناس قطار 9 - بتروناس 90 بالمائة و نيبون أويل 10 بالمائة 